# Waltershäuser Verband
Der Waltershäuser Verband (auch: Waltershäuser Blasenconvent (Waltershäuser BC)) war ein Korporationsverband in der Zeit von 1866 bis 1868. Seine Mitglieder waren pflichtschlagende und nicht-farbentragende Studentenverbindungen, Blasen aus Göttingen, Halle (Saale) und Jena, welche religiös und politisch keinerlei Tendenzen verfolgten. Er ging später teilweise im Gothaer Ersten-Convent auf.

## Geschichte
Die Mitglieder des Göttinger Blasenconventes stellten Beziehungen und Kartellverbindungen zu Blasenconventen in Jena und Halle her. Am 25. Mai 1866 kam es dann in Waltershausen zur Gründung des Verbandes durch die Blasenconvente von Göttingen und Jena. Der Hallensische Blasenconvent trat am 13. Juli 1867 dem Verband bei. Allerdings war der Verband so lose in seiner Organisation, dass er nur sehr kurze Zeit existierte. Schon die Jahresversammlung am 4. Juli 1868 auf dem Kyffhäuser war so schwach besucht, dass sie nicht mehr beschlussfähig war und der Verband praktisch nicht mehr existierte. Erst fünf Jahre später kamen die meisten Mitglieder im Gothaer Ersten-Convent wieder zusammen.

## Ziele
Das Streben nach Gleichberechtigung aller Studenten, der Kampf gegen das Kastenwesen und unzeitgemäße Gebräuche sowie die Wahrung der persönlichen Freiheit innerhalb der einzelnen Mitgliedsverbindungen bildeten die Grundsätze des Waltershäuser Verbandes.

## Mitglieder
- Frisia Göttingen
- Gottinga Göttingen
- Holzminda Göttingen
- Oldenburgia Göttingen
- Salia Jena[2]
- Thuringia Halle[3]
- Vitebergia Halle